# Un sol para los chicos
Un sol para los chicos è un programma televisivo argentino a scopo benefico, al quale partecipano personalità dello spettacolo, della cultura e dello sport, che raccoglie fondi destinati all'UNICEF.
Nata il 9 agosto 1992 con lo scopo di raccogliere fondi per i progetti dell'UNICEF in Argentina con il titolo Todos por los niños, utilizzato per le prime due edizioni, l'iniziativa si rinnova ogni anno nel Giorno dei Bambini e viene trasmessa su El Trece.

## Edizioni
| Edizione | Fondi raccolti (pesos) | Conduttori |
| -------- | ---------------------- | --- |
| 1992     |                        | |
| 1993     |                        | Julián Weich |
| 1994     |                        | Julián Weich |
| 1995     |                        | Julián Weich |
| 1996     |                        | Julián Weich |
| 1997     |                        | Julián Weich |
| 1998     | 1.209.000              | Julián Weich |
| 1999     |                        | Julián Weich |
| 2000     |                        | Julián Weich |
| 2001     | 1.522.915              | Julián Weich |
| 2002     |                        | Julián Weich |
| 2003     | 1.614.843              | Piñón Fijo |
| 2004     | 2.000.000 circa        | Piñón Fijo e Mariana Fabbiani |
| 2005     |                        | Piñón Fijo ed Ernestina Pais |
| 2006     | 3.119.699              | Piñón Fijo ed Ernestina Pais |
| 2007     | 4.233.356              | Ernestina Pais e Matías Martin |
| 2008     | 5.090.927              | Natalia Oreiro e Miguel Ángel Rodríguez |
| 2009     | 5.595.921              | Natalia Oreiro e Miguel Ángel Rodríguez |
| 2010     | 8.233.239              | [ 6 ] |
| 2011     | 12.141.461             | María Laura Santillán e Sergio Lapegüe, José María Listorti e Denise Dumas, Eugenio e Sebastian Weinbaum, Mariano Iúdica e Sofía Zámolo, e Guido Kaczka |
| 2012     | 14.309.929             | Eugenio e Sebastian Weinbaum, José María Listorti e Sofía Zámolo                                                                                        |
| 2013     | 17.531.826             | Guido Kaczka e Mariana Fabbiani |